# 霸·凌
《霸·凌》（英語：Bully）是一部於2011年上映，以美國校園霸凌事件為主題的紀錄片。導演為李·赫希，他追蹤五名經常遭到校園霸凌的學生，紀錄他們每天的日常生活。2011年，本片受邀在翠貝卡影展首映。

## 外部連結
- 官方网站
- AllMovie上《Bully》的资料（英文）
- Metacritic上《Bully》的資料（英文）
- 爛番茄上《Bully》的資料（英文）
- 互联网电影数据库（IMDb）上《Bully》的资料（英文）